# Guadalupana
Guadalupana är en ort i Mexiko, tillhörande kommunen Chalco i delstaten Mexiko. Guadalupana ligger i den centrala delen av landet och tillhör Mexico Citys storstadsområde. Orten hade 359 invånare vid folkräkningen 2010.